# 平枝刺果蘚
平枝刺果蘚（学名：Symphyodon complanatus）为刺果蘚科刺果蘚屬下的一个种。